# August Schäffler
August Schäffler (* 5. Juli 1837 in München; † 8. Juli 1891 in Würzburg) war ein deutscher Archivar und Historiker.

## Leben

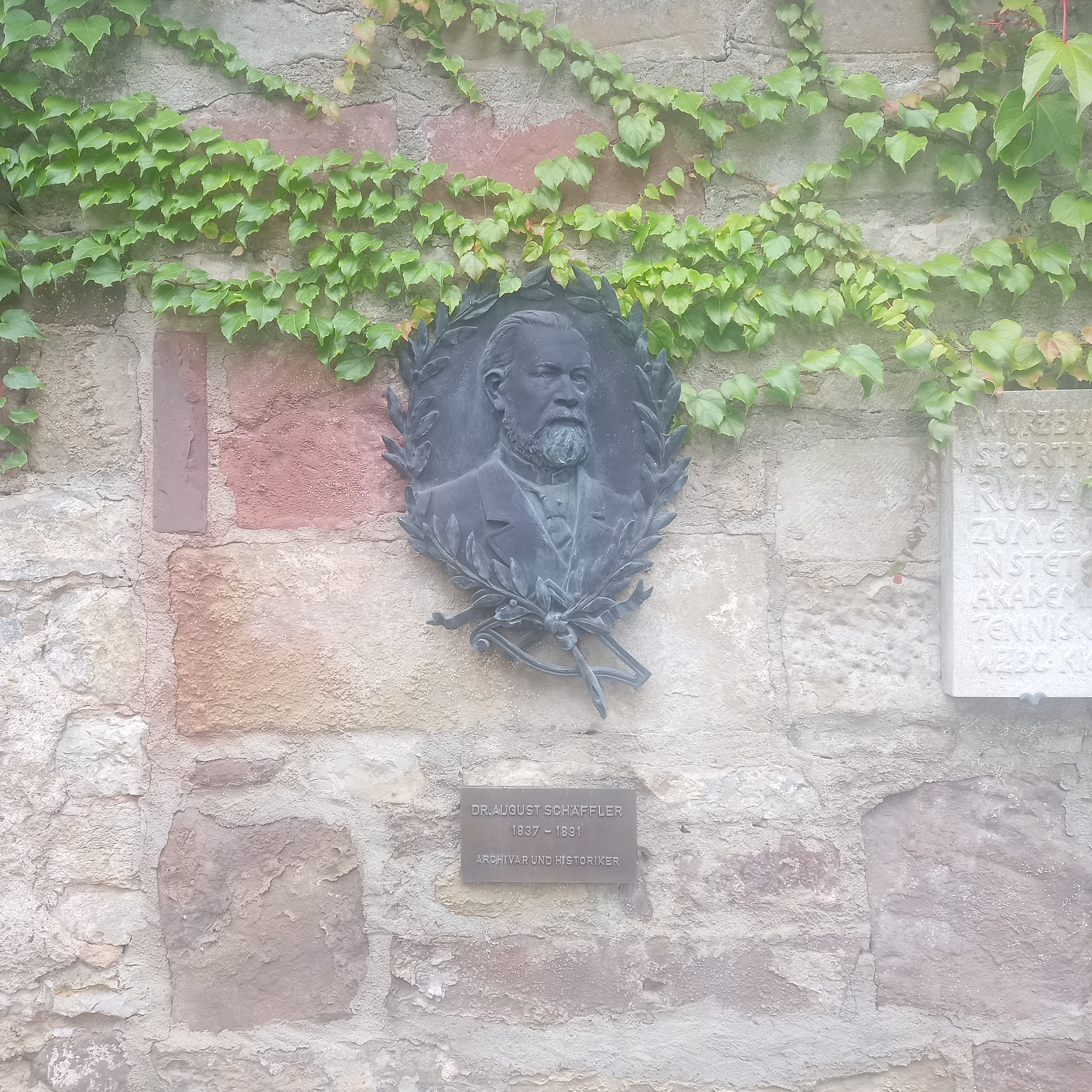
Das Grab von August Schäffler auf dem Hauptfriedhof Würzburg

Schäffler war Sohn eines königlichen Regierungsrechnungskommissärs. Er absolvierte 1857 das Wilhelmsgymnasium München. Anschließend nahm er ein Studium der Geschichte und Philosophie an der Universität München auf. Dort blieb er bis 1863. Danach setzte er sein Studium an der Universität Tübingen fort, an der er am 6. August 1866 zum Dr. phil. promoviert wurde. Bereits 1865 wurde er Mitarbeiter der Historischen Kommission bei der Bayerischen Akademie der Wissenschaften in München, 1868 Sekretär am dortigen königlichen Archivkonservatorium und somit im Archivdienst am Reichsarchiv München.
Schäffler wurde am 16. August 1870 zum königlichen Kreisarchivar in Würzburg ernannt, womit er Leiter des dortigen königlichen Archivkonservatoriums wurde. Ab 1874 war er außerdem Privatdozent der historischen Hilfswissenschaften an der Universität Würzburg. Im Januar 1886 wurde ihm schließlich der Titel eines königlichen Archivrats verliehen. Er verfasste Artikel für die Allgemeine Deutsche Biographie.
Schäffler trat im öffentlichen Leben Würzburgs als Dichter zu Festanlässen, als Sänger sowie im Rahmen von Wohltätigkeitsveranstaltungen in Erscheinung. Von ihm stammt der Text für eine 1869 in München uraufgeführte Parodie des Der Ring des Polykrates. Auch besorgte er die Herausgabe des Festbandes zum 300-jährigen Bestehen der Würzburger Universität.
Schäffler war ab 1889 Träger des Verdienstorden vom Heiligen Michael IV. Klasse sowie Träger des Preußischen Kronenordens IV. Klasse.

## Schriften (Auswahl)
- Zur Erinnerung an Johann Nepomuk Buchinger. Wolf, München 1872.
- Gründung und erste Entwickelung der Stadt Wirzburg. Thein, Würzburg 1876.
- Die oberbayerische Landeserhebung im Jahre 1705: neue Aufschlüsse aus Archivalien zur Geschichte des spanischen Erbfolgekrieges. Staudinger, Würzburg 1880.
- Alma Juliua, illustrierte Chronik ihrer III. Säkularfeier. Hrsg. vom Akademischen Comité für Presse und Drucksachen, redigiert von Dr. August Schäffler. Thein, Würzburg 1882.
- Bürgermeister Dr. Georg von Zürn. Thein, Würzburg 1884.
- August Schäffler. Sammlung der von ihm hinterlassen Gedichte und Gelegenheits-Schriften. Würzburg 1892.
- Würzburgs Entwickelung bis in die Zeit des 30jährigen Krieges. Stuber, Würzburg 1893.
- als Hrsg. mit Theodor Henner: Autobiographie des Staatsrats Christian Johann Baptist von Wagner. In: Archiv des Historischen Vereins von Unterfranken und Aschaffenburg. Band 47, 1905, S. 1–124.